# Jake Pates
Jake Pates (* 30. Juli 1998 in Eagle) ist ein US-amerikanischer Snowboarder. Er startet in den Disziplinen Halfpipe und Slopestyle.

## Werdegang
Pates nimmt seit 2011 an Wettbewerben der FIS und der World Snowboard Tour teil. Dabei erreichte er im Februar 2013 bei den Burton European Junior Open in Laax mit Platz zwei im Slopestyle und Rang eins in der Halfpipe seine ersten Podestplatzierungen. Im Februar 2014 siegte er bei der U.S. Revolution Tour in Seven Springs und in Mammoth jeweils in der Halfpipe. Sein Debüt im Snowboard-Weltcup hatte er zu Beginn der Saison 2014/15 in Copper Mountain, das er auf dem siebten Platz in der Halfpipe beendete. Im weiteren Saisonverlauf triumphierte er bei der U.S. Revolution Tour in Copper Mountain und in Mammoth jeweils im Slopestyle und errang zudem in Mammoth den zweiten Platz in der Halfpipe. Im Februar 2016 holte er bei den Olympischen Jugend-Winterspielen 2016 in Lillehammer in der Halfpipe und im Slopestyle jeweils die Goldmedaille und errang bei den X-Games Oslo 2016 den 20. Platz in der Halfpipe. Nach Platz eins in der Halfpipe bei der Winter Dew Tour in Breckenridge zu Beginn der Saison 2017/18 wurde er bei den Winter-X-Games 2018 in Aspen und bei den Olympischen Winterspielen 2018 in Pyeongchang jeweils Achter in der Halfpipe. In der Saison 2018/19 kam er bei den Laax Open auf den dritten Platz und bei den Winter-X-Games 2019 auf den fünften Rang. Beim Saisonhöhepunkt, den Snowboard-Weltmeisterschaften 2019 in Park City, errang er den 28. Platz. Im folgenden Jahr belegte er bei den Winter-X-Games 2020 den 13. Platz.